# Wyłącznik stacyjny
Wyłącznik stacyjny – wyłącznik wyposażony w nastawialne, najczęściej mikroprocesorowe, przekaźniki przeciążeniowe, zwarciowe, różnicowoprądowe, napięciowe i inne. Są to wyłączniki instalowane w pobliżu źródeł zasilania sieci niskonapięciowych. Instalowane są często w stacjach transformatorowych, czyli tam, gdzie występują największe prądy robocze i największe prądy zwarciowe. Z wyłącznikami mogą współdziałać wymienne zespoły zabezpieczeń i sterowania, dobierane do indywidualnych potrzeb i modyfikowane w trakcie eksploatacji. Wyłączniki wraz z innymi aparatami mogą być za pośrednictwem sieci komunikacyjnej (sieci transmisji danych) włączone w system komputerowy.
Budowane są najczęściej na prądy znamionowe w granicach 400-6300 A, oraz znamionowe prądy wyłączalne ({\displaystyle I_{c}}) 25-200 kA.